# Dusty Springfield
För andra betydelser, se Springfield.
Dusty Springfield, egentligen Mary Isobel Catherine Bernadette O'Brien, född 16 april 1939 i London, död 2 mars 1999 i Henley-on-Thames, Oxfordshire, var en brittisk sångerska. Dusty Springfield kom att bli ett av de största namnen inom soul, även beundrad och uppskattad av svarta soulstjärnor. Hon började sin karriär i The Springfields som bestod av Dusty Springfield och hennes bror Tom Springfield. I mitten och  under senare delen av 1960-talet fick hon många hits som soloartist.
Hon fick sin första hitsingel som soloartist med låten "I Only Want to Be With You" 1963. År 1964 hade hon en stor hit med "I Just Don't Know What to Do With Myself" och 1966 fick hon en förstaplacering på brittiska singellistan med den från början italienska kompositionen "You Don't Have to Say You Love Me". Den gick även bra i USA där den nådde #4 på Billboardlistan. År 1967 sjöng hon in Burt Bacharach-kompositionen "The Look of Love" till James Bond-parodifilmen Casino Royale. Mellan 1966 och 1968 hade hon även en egen tv-show kallad Dusty. "Son of a Preacher Man" släpptes 1968 och blev en av hennes största singelframgångar. Hon höll en lägre profil under 1970-talet då hon bland annat var bakgrundssångare på inspelningar av Elton John och Anne Murray. Flera av hennes album under 1970- och 1980-talen floppade kommersiellt. 
Hennes karriär fick en nystart vid 1980-talets slut främst tack vare samarbetet med popduon Pet Shop Boys. Comebacklåten tillsammans med dem var "What Have I Done to Deserve This?" 1987, och hon fick även en hit 1990 med "In Private". År 1994 konstaterades att Springfield drabbats av bröstcancer, vilket till en början såg ut att gå att behandla. Men sjukdomen kunde ej botas och hon avled i mars 1999. Samma år invaldes hon i Rock and Roll Hall of Fame.

## Diskografi i urval
- A Girl Called Dusty (1964)
- Stay Awhile-I Only Want to Be with You (1964)
- Dusty (1964)
- Ooooooweeee!!! (1965)
- Ev'rything's Coming Up Dusty (1965)
- You Don't Have to Say You Love Me (1966)
- Where Am I Going (1967)
- The Look of Love (1967)
- The Peking Medalion (soundtrack) (1967)
- Dusty... Definitely (1968)
- Dusty in Memphis (1969)
- A Brand New Me (1970)
- This Is Dusty Springfield (1971)
- See All Her Faces (1972)
- Cameo (1973)
- It Begins Again (1978)
- Living Without Your Love (1979)
- White Heat (1982)
- Reputation (1991)
- A Very Fine Love (1995)

## Utmärkelser
- Officer av Brittiska imperieorden,  1999
- Rock and Roll Hall of Fame,  1999[1]

[Redigera Wikidata]